# Ламагер
Ламаге́р (фр. Lamaguère) — коммуна во Франции, находится в регионе Юг — Пиренеи. Департамент — Жер. Входит в состав кантона Сарамон. Округ коммуны — Ош.
Код INSEE коммуны — 32186.

## География

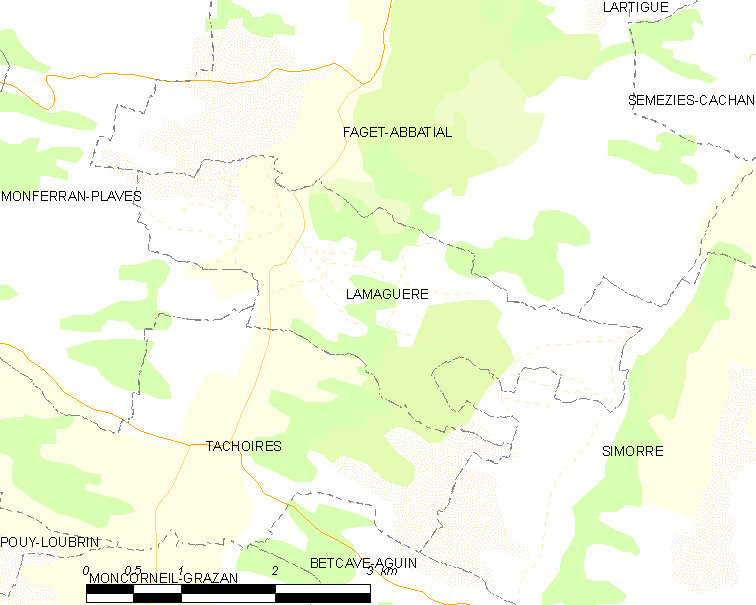
Карта коммуны

Коммуна расположена приблизительно в 610 км к югу от Парижа, в 65 км западнее Тулузы, в 19 км к югу от Оша.
По территории коммуны протекает река Арратс.

## Климат
Климат умеренно-океанический. Лето жаркое и немного дождливое, температура часто превышает 35 °С. Зимой часто бывает отрицательная температура и ночные заморозки. Годовое количество осадков — 700—900 мм.

## Население
Население коммуны на 2010 год составляло 58 человек.
| 1962 | 1968 | 1975 | 1982 | 1990 | 1999 | 2010 |
| ---- | ---- | ---- | ---- | ---- | ---- | ---- |
| 100  | 96   | 82   | 92   | 79   | 68   | 58   |

## Администрация
| Период | Период | Фамилия       | Партия | Примечания |
| ------ | ------ | ------------- | ------ | ---------- |
| 2001   | 2020   | Жан-Марк Роже |        |            |

## Экономика
В 2010 году среди 45 человек трудоспособного возраста (15-64 лет) 35 были экономически активными, 10 — неактивными (показатель активности — 77,8 %, в 1999 году было 82,1 %). Из 35 активных жителей работали 33 человека (17 мужчин и 16 женщин), безработных было 2 (1 мужчина и 1 женщина). Среди 10 неактивных 5 человек были учениками или студентами, 5 — пенсионерами, 0 были неактивными по другим причинам.

## Достопримечательности
- Церковь Св. Михаила[фр.] (XII век). Исторический памятник с 1974 года[4]

## Фотогалерея

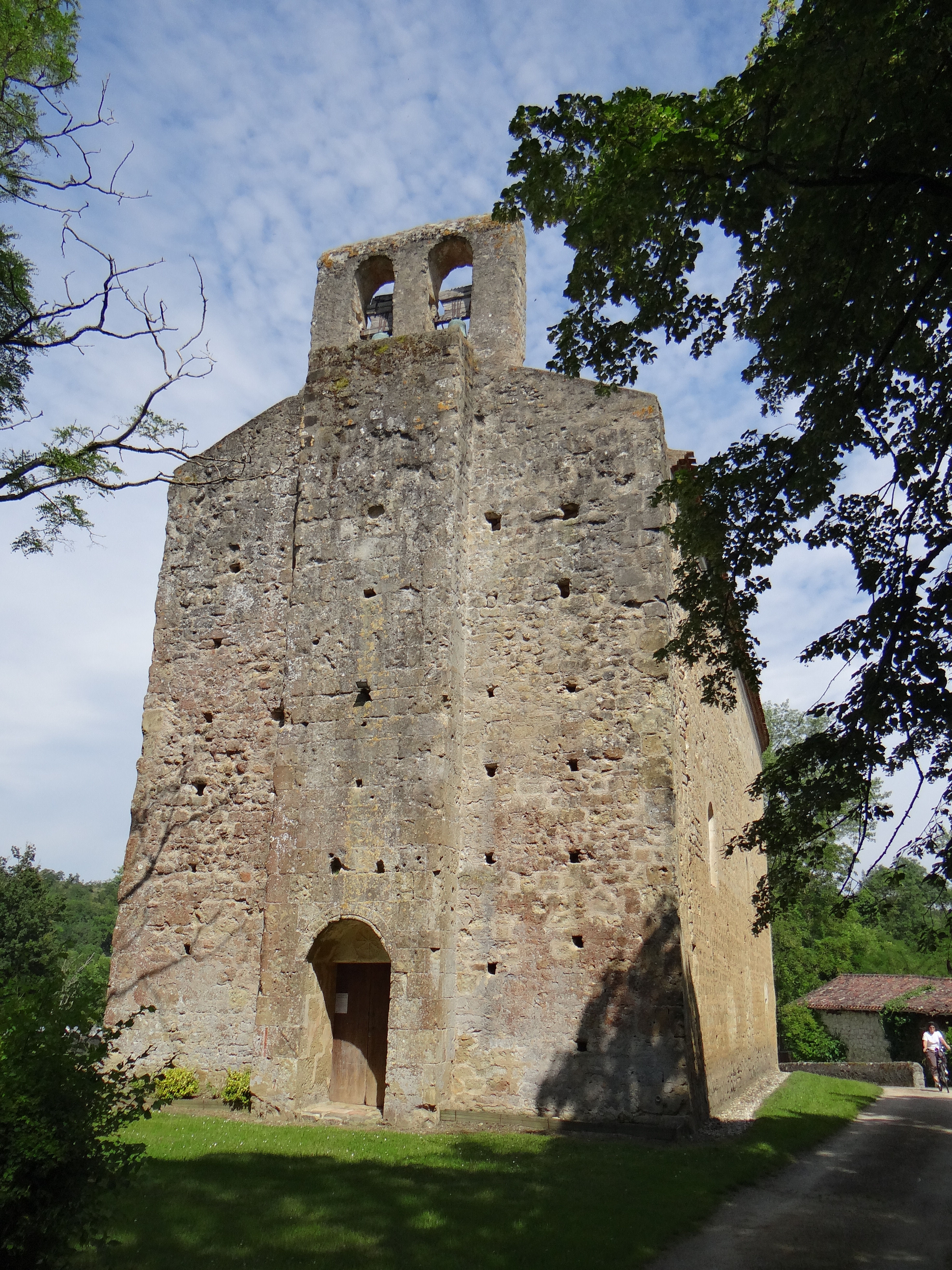
Церковь Св. Михаила
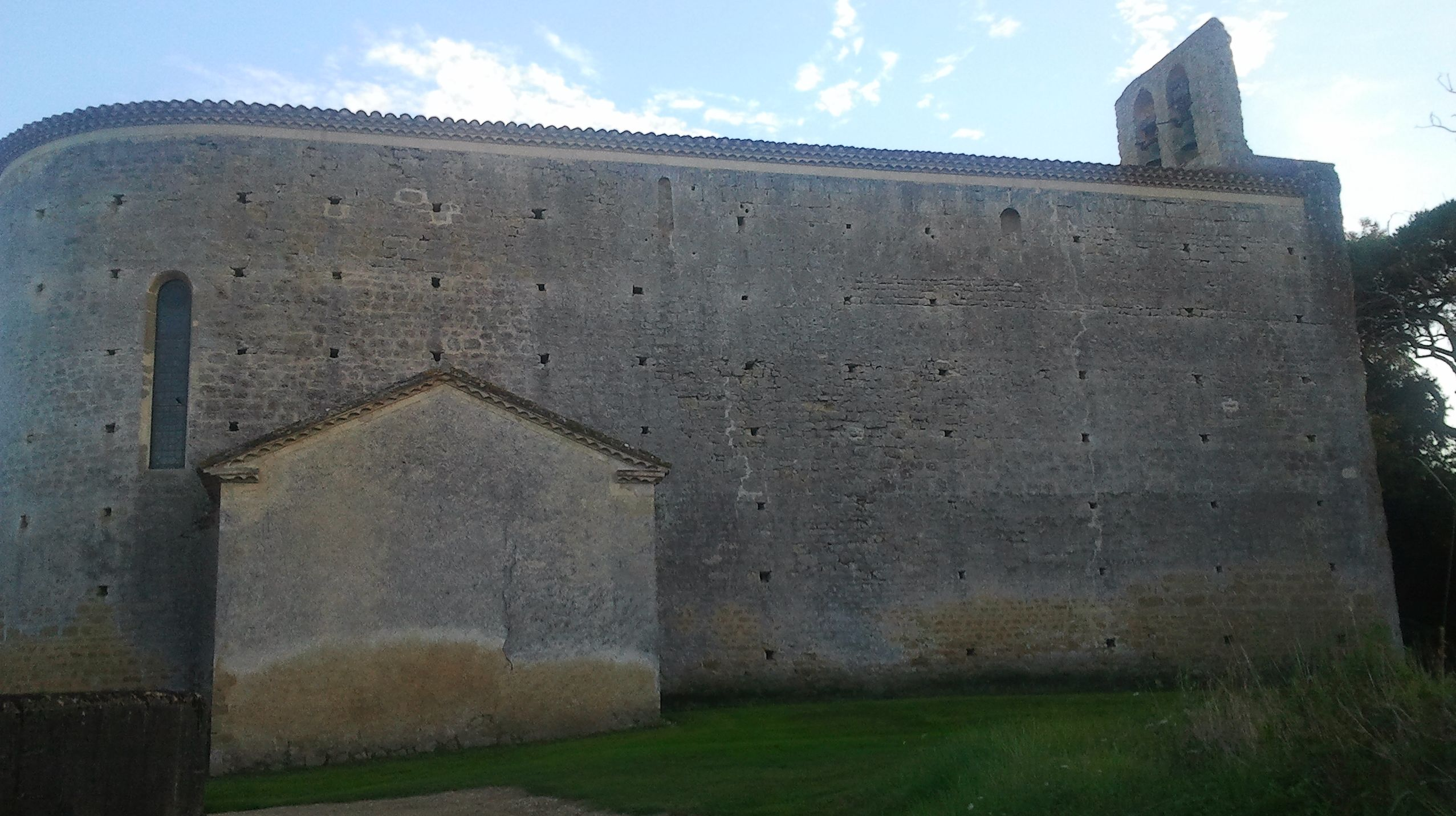
Церковь Св. Михаила
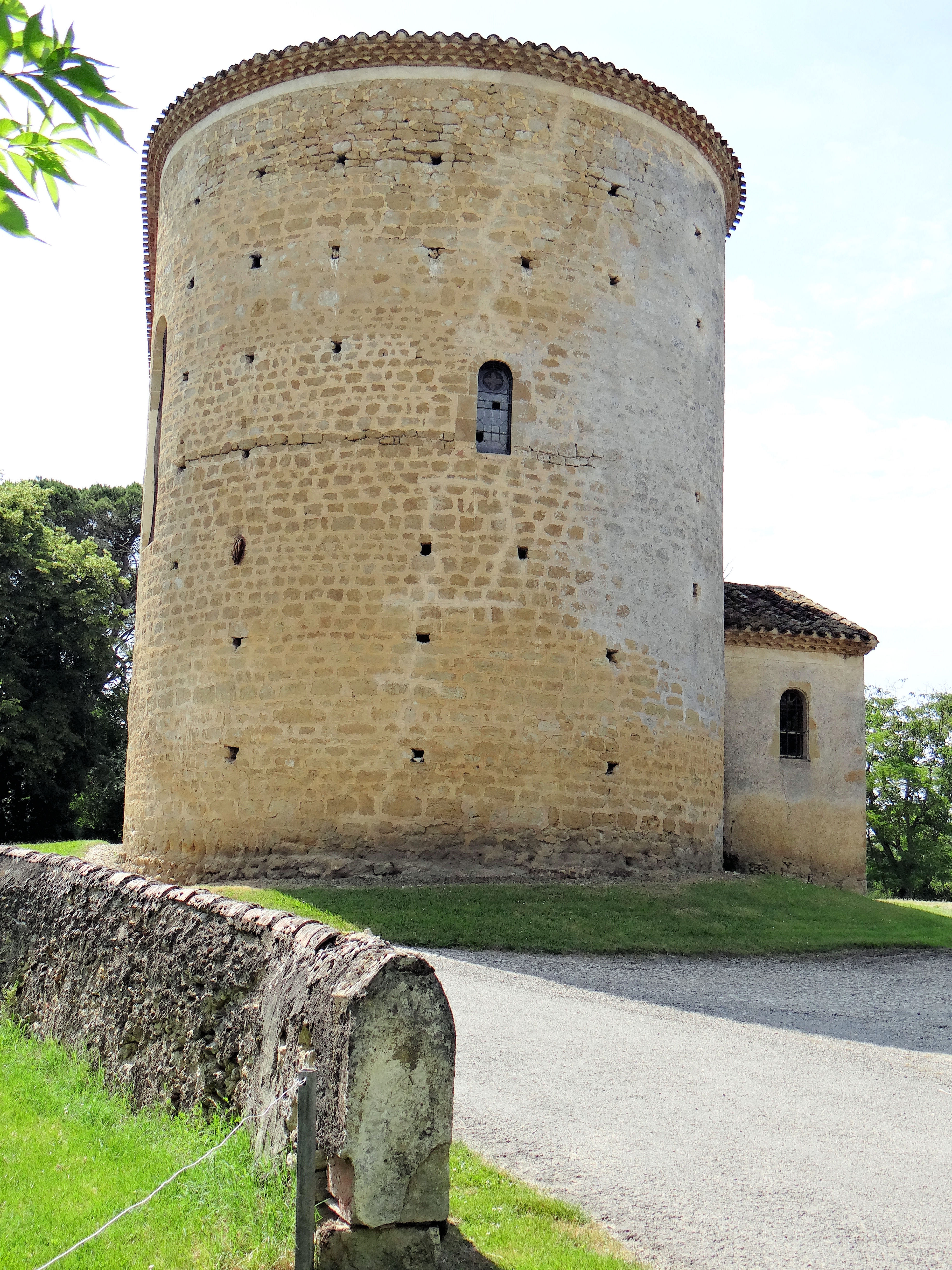
Церковь Св. Михаила
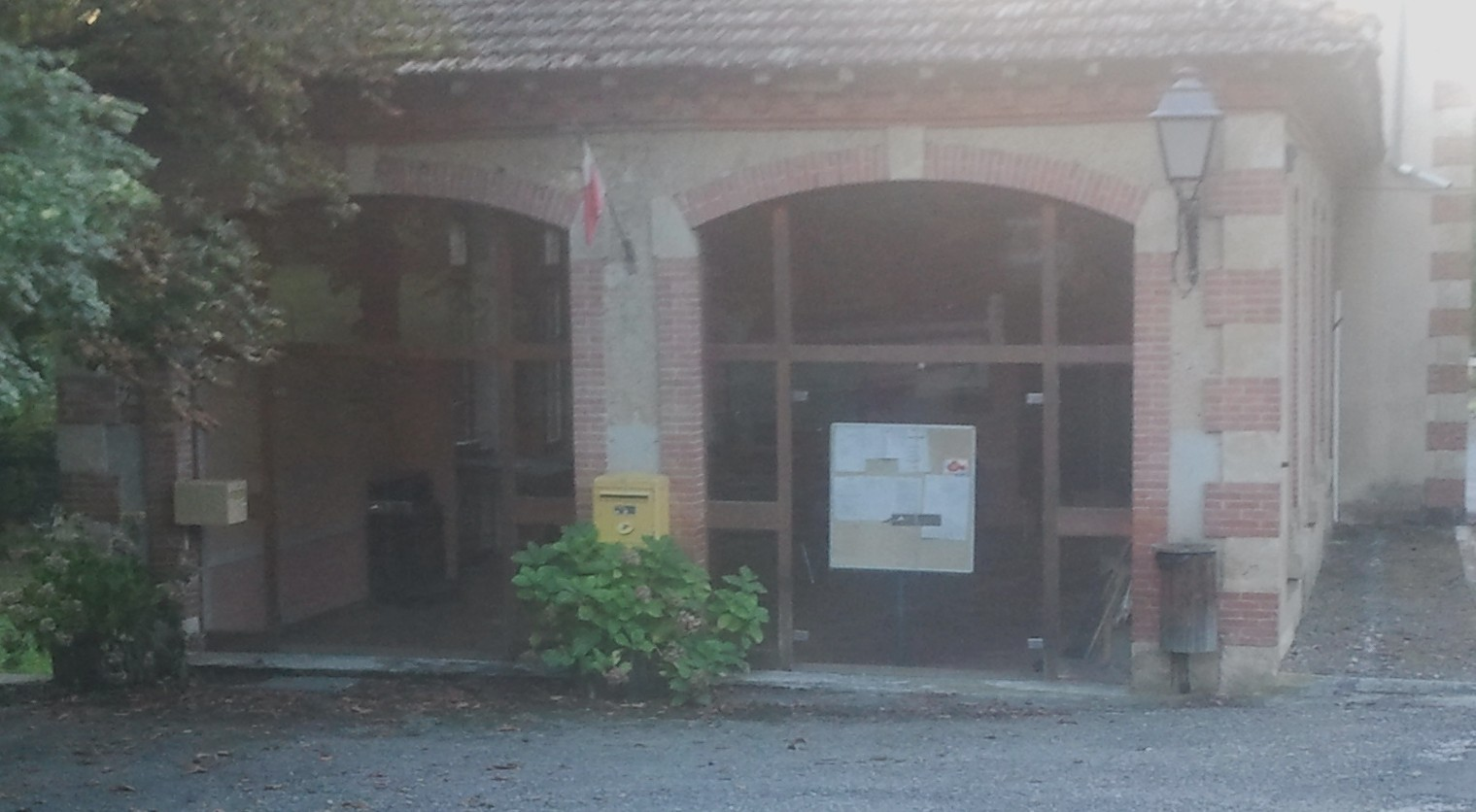
Мэрия
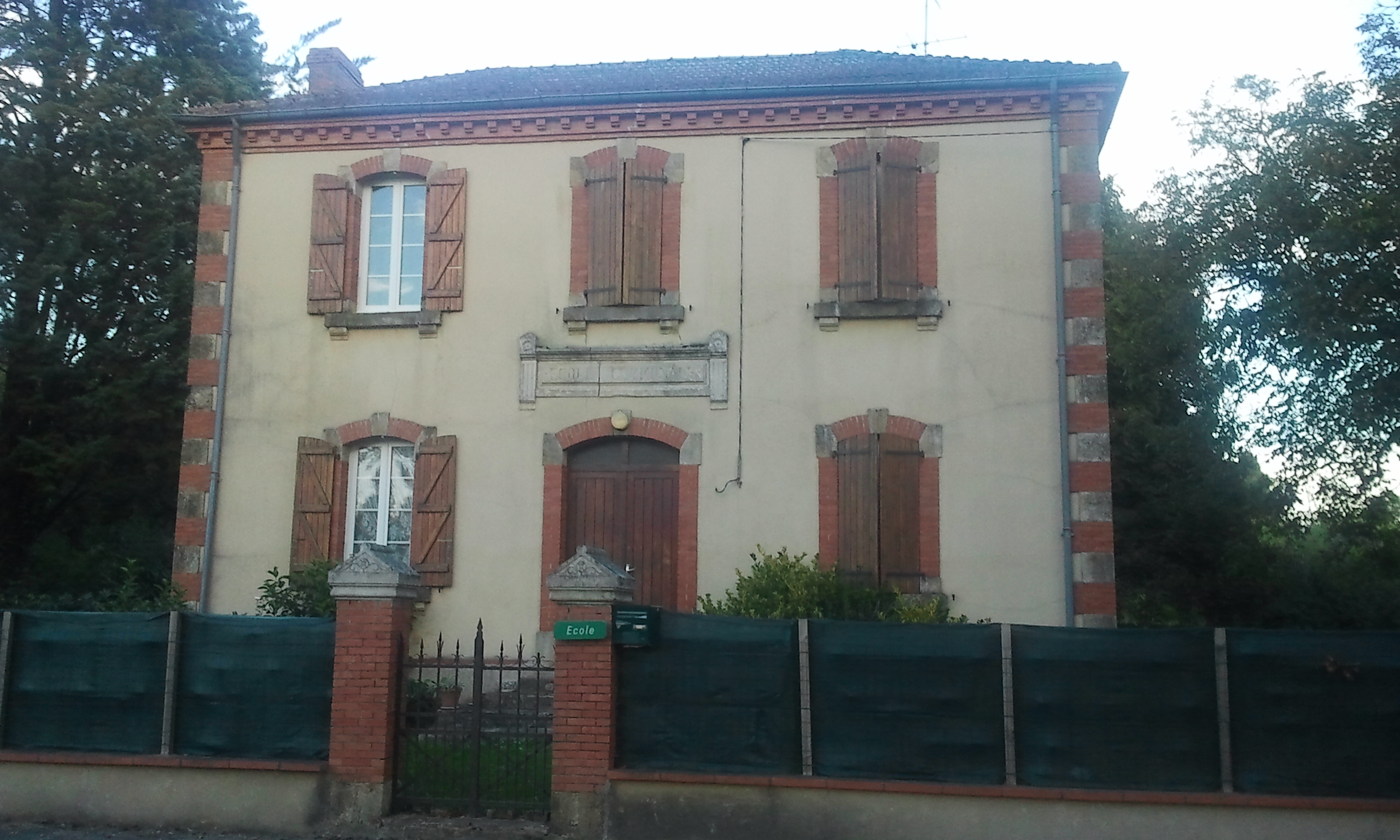
Школа
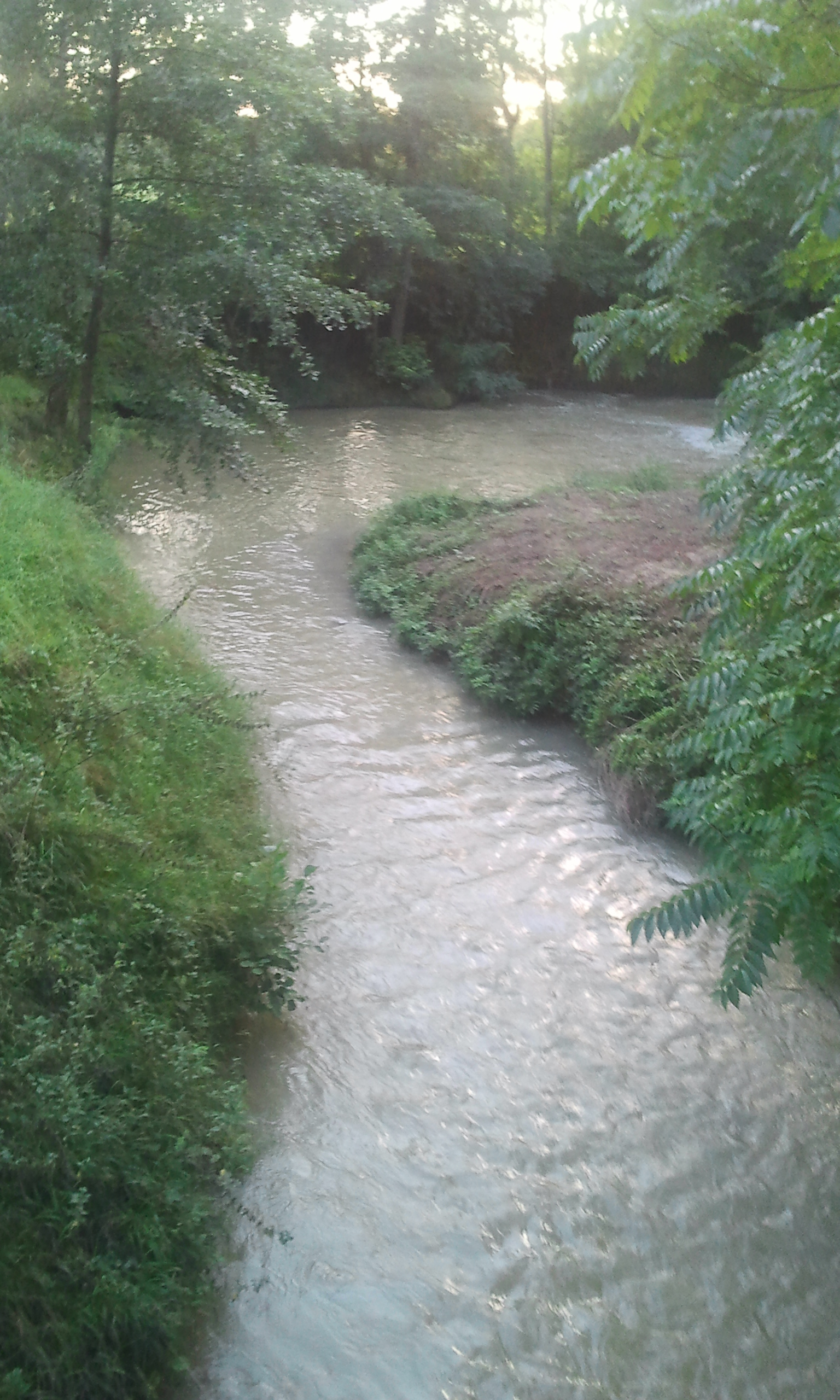
Река Арратс